# ふたりのトランジット
『ふたりのトランジット』（The Layover）は2017年のアメリカ合衆国のロマンティック・コメディ映画。監督はウィリアム・H・メイシー、主演はアレクサンドラ・ダダリオとケイト・アプトンが務めた。
本作は日本国内で劇場公開されなかったが、Netflixによる配信が行われている。

## ストーリー
シアトル。ケイトとメグは子供の頃からの友人で、現在はルームシェアをしていた。ケイトは高校で教員として働いていたが、日々の単調な仕事に飽き始めていた。さらには、校長のモスから教師に向かないという理由で辞職するよう圧力をかけられており、教職への情熱は失われる一方だった。化粧品のセールスとして駆け回るメグの方は、北朝鮮製の化粧品が売れずに苦悩していた。ある日の夜、2人は仕事のストレスを発散するために飲みに出かけた。飲んでいる最中、メグはケイトを旅行に誘ってきた。出不精なメグは家でゆっくりしていたかったが、ケイトが勝手にチケットを予約していたため、渋々同行することにした。
空港に着いたのがギリギリだったため、2人は隣り合った席に座ることができなかった。ケイトが窓側の席、メグが通路側の席に座ることになったが、真ん中の席に座ったのは2人好みのイケメン、ライアンだった。2人は堂々とライアンを誘惑し始めたが、どちらかになびかせるまでには行かなかった。そうこうしているうちに、ハリケーンの影響で飛行機が目的地を変更することになり、セントルイスに着陸するとのアナウンスがあった。同地のホテルに宿泊することになった2人はライアンからクラブに誘われた。2人は予期せぬ事態に困惑するライアンを励ました。自室に戻る際、ケイトは「貴方とは友達だけど、ライアンを譲るつもりはないわ」とメグに言った。
翌日、2人はトラブル続きの1日を送る羽目になったが、ハリケーンはその間に過ぎ去っていった。ライアンは友人（クレイグ）の車で目的地へ向かうことになったが、彼を逃したくない2人は同行を志願した。メグはクレイグから口説かれたが、その度に素っ気ない態度を取った。ライアンをめぐる2人の争いは白熱し、ケイトが子供時代のメグの恥ずかしい写真をライアンに見せたり、メグがケイトをトイレに閉じ込めたりするなどした。ケイトが怪我したふりをしてライアンの同情を買おうとしたところ、メグは睡眠薬入りのワインをケイトに飲ませようとした。ところが、そのワインを口にしたのはケイトではなくクレイグだった。クレイグが寝落ちしたために事故が起き、4人は道中のモーテルで一晩を過ごすことにした。
ケイトはワインボトルの底に白い粉末が残っているのを見つけ、クレイグが眠ってしまったのはメグのせいだと確信した。メグに対する不信感を募らせたケイトは1人部屋に宿泊することにした。その後、メグとケイトは口論になり、メグは「私はライアンと付き合いたいと思っているけど、あなたは私がライアンと一緒になるのが気に入らないだけでしょ」とケイトに言い放った。怒ったメグは近くのバーへと向かい、そこでクレイグと出会った。クレイグは「ライアン以外にもいい男がいるのに、何故そっちの方も見ないのか」とメグに言ってきた。その頃、ケイトはライアンに口説かれるまま、情熱的なセックスに興じていた。翌朝、メグとケイトはライアンをめぐってつかみ合いの喧嘩になってしまった。
しばらくして、頭が冷えた2人はクレイグからとんでもない事実を知らされた。

## キャスト
- ケイト・ジェフリーズ: アレクサンドラ・ダダリオ
- メグ: ケイト・アプトン
- ライアン: マット・バー
- クレイグ: マット・ジョーンズ
- スタン・モス校長: ロブ・コードリー
- アヌジ: カル・ペン
- ナンシー: モリー・シャノン
- ジュヌヴィエーヴ: ジェニファー・チョン
- デマリウス: エリック・ギブソン
- バイヤー: キャリー・ゲンゼル

## 製作
2015年3月25日、ウィリアム・H・メイシー監督の新作映画にケイト・アプトンとリア・ミシェルが出演することになったと報じられた。4月24日、ミシェルが降板することになり、その代役としてアレクサンドラ・ダダリオが起用されたとの報道があった。5月7日、ロブ・コードリー、カル・ペン、マット・ジョーンズ、マット・バーがキャスト入りした。

### 撮影・音楽
本作の主要撮影は2015年5月に始まり、同年6月10日に終了した。2017年7月13日、ダニエル・ジェームズ、リア・ヘイウッド、ロブ・エルモアが本作で使用される楽曲を手掛けるとの報道があった。

## 公開・マーケティング
2017年4月11日、ヴァーティカル・エンターテインメントが本作の全米配給権を獲得したと報じられた。7月13日、本作のオフィシャル・トレイラーが公開された。

## 評価
本作は批評家から酷評されている。映画批評集積サイトのRotten Tomatoesには18件のレビューがあり、批評家支持率は0%、平均点は10点満点で1.86点となっている。また、Metacriticには7件のレビューがあり、加重平均値は15/100となっている。